# Felix Engelhardt
Felix Engelhardt (Ulm, 19 de agosto de 2000) es un deportista alemán que compite en ciclismo en la modalidad de ruta. Ganó una medalla de oro en el Campeonato Europeo de Ciclismo en Ruta de 2022, en la prueba de ruta sub-23.

## Medallero internacional
| Campeonato Europeo | Campeonato Europeo | Campeonato Europeo | Campeonato Europeo |
| Año                | Lugar              | Medalla            | Competición        |
| ------------------ | ------------------ | ------------------ | ------------------ |
| 2022               | Anadia (Portugal)  | Medalla de oro     | Ruta sub-23        |

## Palmarés
2022
- Campeonato Europeo en Ruta sub-23

2023
- Per sempre Alfredo
- 1 etapa de la Vuelta a Castilla y León

2024
- 1 etapa del Tour de Eslovaquia

2025
- 2.º en el Campeonato de Alemania en Ruta

## Resultados en Grandes Vueltas
| Carrera | Carrera         | 2019 | 2020 | 2021 | 2022 | 2023 | 2024  | 2025 |
| ------- | --------------- | ---- | ---- | ---- | ---- | ---- | ----- | ---- |
|         | Giro de Italia  | —    | —    | —    | —    | —    | —     | 82.º |
|         | Tour de Francia | —    | —    | —    | —    | —    | —     | —    |
|         | Vuelta a España | —    | —    | —    | —    | 70.º | 103.º | —    |

| —: No participó | Ab: Abandono |